# Wilhelm von Raven (General)
Karl Wilhelm Bernhard von Raven (* 18. Mai 1802 in Prenzlau; † 6. September 1866 in Naumburg (Saale)) war ein preußischer Generalmajor und Kommandeur der 15. Kavallerie-Brigade.

## Leben

### Herkunft
Wilhelm war ein Sohn des Herrn auf Groß Luckow, Rosenthal und Friedrichshof Ernst von Raven (1756–1830) und dessen Ehefrau Wilhelmine, geborene von Sydow (1762–1818).

### Militärkarriere
Raven besuchte das Berliner Kadettenhaus und wurde am 3. Oktober 1819 als Sekondeleutnant dem 4. Ulanen-Regiment der Preußischen Armee überwiesen. Von 1824 bis 1826 war er zu Ausbildungszwecken zur Lehr-Eskadron kommandiert. Er wurde am 22. November 1835 zum Premierleutnant befördert und vom 2. Februar 1841 bis zum 25. April 1842 als Führer der Landwehr-Eskadron in Stolp kommandiert. Am 9. Mai 1843 stieg Raven zum Rittmeister und Eskadronchef auf. Nach seiner Beförderung zum Major wurde er am 4. Mai 1854 zum Regimentskommandeur ernannt und avancierte bis Ende Mai 1858 zum Oberst. Unter Stellung à la suite seines Regiments beauftragte man ihn am 19. Mai 1859 zunächst mit der Führung der 15. Kavallerie-Brigade und am 11. Juni 1859 folgte seine Ernennung zum Kommandeur dieser Brigade. In dieser Stellung erhielt Raven am 20. September 1861 den Roten Adlerorden II. Klasse mit Eichenlaub sowie am 18. Oktober 1861 die Beförderung zum Generalmajor. Er wurde am 2. Juli 1862 mit Pension zur Disposition gestellt und anlässlich des Ordensfestes im Januar 1865 mit dem Kronen-Orden II. Klasse ausgezeichnet. Er starb am 6. September 1866 in Naumburg (Saale) an der Cholera.
In seiner Beurteilung schrieb der Oberst von Plehwe im Jahr 1847: „Dieser vorzügliche Offizier verdient wegen seiner Bildung, Zuverlässigkeit, Sachkenntnis und wegen seines regen Eifers besonders gelobt zu werden. In der Ausbildung der Eskadron zu Pferde leistet er Außerordentliches und in der Dressur der Remonten ist er unübertrefflich. Derselbe hat sich als praktischer Offizier und höchst schätzbarer Mann stets der ausgezeichneten Zufriedenheit alle Vorgesetzten erfreut. Die ihm anvertraute Eskadron befindet sich in musterhafter Ordnung, weshalb er sich zur vorzugsweisen Beförderung eignet.“

### Familie
Raven heiratete am 3. November 1827 in Berlin Ida von Göhren (1810–1899). Das Paar hatte mehrere Kinder:
- Emma Agnes Wilhelmine (1828–1909)
- Marie Bertha Bernhardine (* 1834) ⚭ 1856 Adolf Freiherr von Buttlar (1814–1888), preußischer Oberst[1]
- Hans Wilhelm Oskar (* 1840), preußischer Oberst[2] ⚭ 1894 Wilhelmine Ida Richter (* 1855)